# Habenaria gollmeri
Habenaria gollmeri är en orkidéart som beskrevs av Rudolf Schlechter. Habenaria gollmeri ingår i släktet Habenaria och familjen orkidéer. Inga underarter finns listade i Catalogue of Life.